# Ha' det godt
Ha' det godt er DRs sundhedsmagasin der sendes hver tirsdag 19.30 på DR1
Programmet der har Peter Qvortrup Geisling og Marianne Florman som værter ser hver uge nærmere på sundhed i de danske familier for Danskerne er i bund, når det kommer til sundhed. Velfærden har sat sig på sidebenene og motion er for mange en by i Rusland. Ha' det godt giver et skub i den rigtige retning – uden løftede pegefingre. 

## Værter
- Marianne Florman (siden 2008)
- Sisse Fisker (2008)
- Puk Elgård (2006-2007)
- Peter Qvortrup Geisling (siden 2006)